# Olivia Buckley
Olivia Francisca Buckley nacida Dussek (1799–1847) fue una arpista, organista y compositora  inglesa. Nació en Londres, hija del compositor checo Jan Ladislav Dussek y de la compositora escocesa Sophia Corri. Dussek abandonó a su mujer, y la madre de Olivia le enseñó a tocar el arpa y el piano, realizando su debut a los 8 años de edad en los Argyle Rooms. Se casó con Richard William Buckley y tuvieron diez hijos.
Buckley enseñó música, y alrededor de 1840 se convirtió en organista en la iglesia de Kensington. Usó el alias de O. B. Dussek para la publicación de su música.

## Obras
Buckley compuso para arpa y vocales. Algunas de sus obras son: 
- The third Royal Infant opera, compuesto para Sus Altezas Reales el Príncipe Alfred & la Princesa Alice
- The Harpist's Friend, colección
- Fairy Songs and Ballads for the Young, colección